# Fêtes et jours fériés en Suède

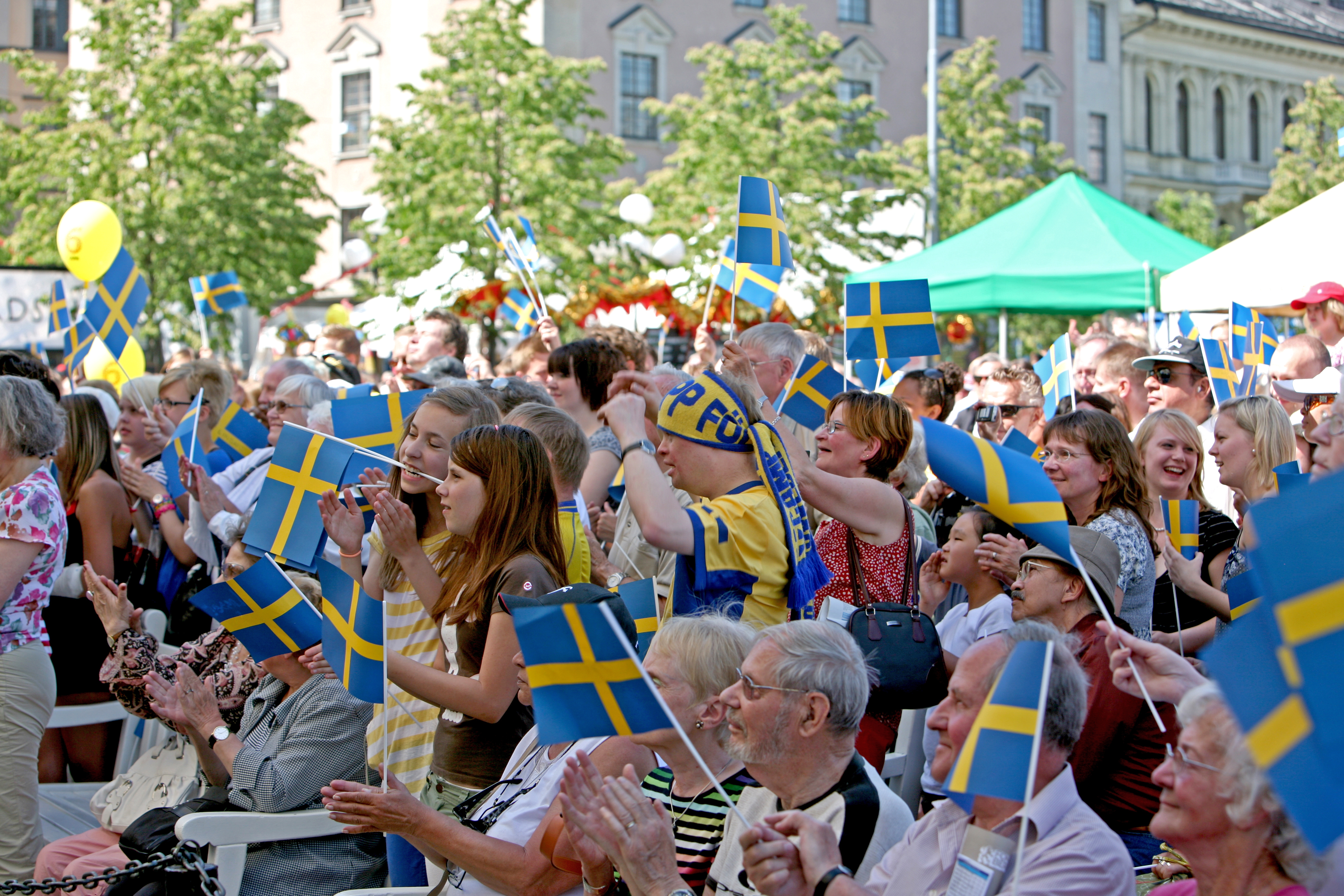
Foule brandissant des drapeaux suédois lors de la fête nationale.

Les fêtes et jours fériés en Suède sont l'ensemble des fêtes religieuses et civiles qui sont légalement définies par la loi suédoise.

## Récapitulatif
| Date        | Nom français             | Nom local              | Remarques                    |
| ----------- | ------------------------ | ---------------------- | ---------------------------- |
| 1er janvier | Jour de l'an             | Nyårsdagen             | jour férié officiel en Suède |
| 6 janvier   | Épiphanie                | Trettondedag jul       | jour férié officiel en Suède |
| Date mobile | Jeudi saint              | Skärtorsdagen          |                              |
| Date mobile | Vendredi saint           | Långfredagen           | jour férié officiel en Suède |
| Date mobile | Pâques                   | Påsk                   |                              |
| Date mobile | Lundi de Pâques          | Påskafton              | jour férié officiel en Suède |
| 30 avril    | Nuit de Walpurgis        | Valborgsmässoafton     |                              |
| 1er mai     | Fête du travail          | Första maj             | jour férié officiel en Suède |
| Date mobile | Ascension                | Kristi himmelsfärdsdag | jour férié officiel en Suède |
| 6 juin      | Fête nationale suédoise  | Sveriges nationaldag   | jour férié officiel en Suède |
| Date mobile | Midsommarafton           | Midsommarafton         | jour férié officiel en Suède |
| Date mobile | Midsommardagen           | Midsommardagen         | jour férié officiel en Suède |
| Date mobile | Toussaint                | Alla helgons dag       | jour férié officiel en Suède |
| 13 décembre | Sainte-Lucie             | Santa Lucia            |                              |
| 24 décembre | Réveillon de Noël        | Julafton               |                              |
| 25 décembre | Noël                     | Juldagen               | jour férié officiel en Suède |
| 26 décembre | Fête de la Saint-Étienne | Annandag jul           | jour férié officiel en Suède |

## Anciens jours fériés
- 2 février : Présentation de Jésus au Temple, Kyndelsmässodagen en suédois
- 25 mars : Annonciation faite à Marie, Jungfru Marie bebådelsedag en suédois

## Fêtes et traditions en Suède

### Valborgsmässoafton

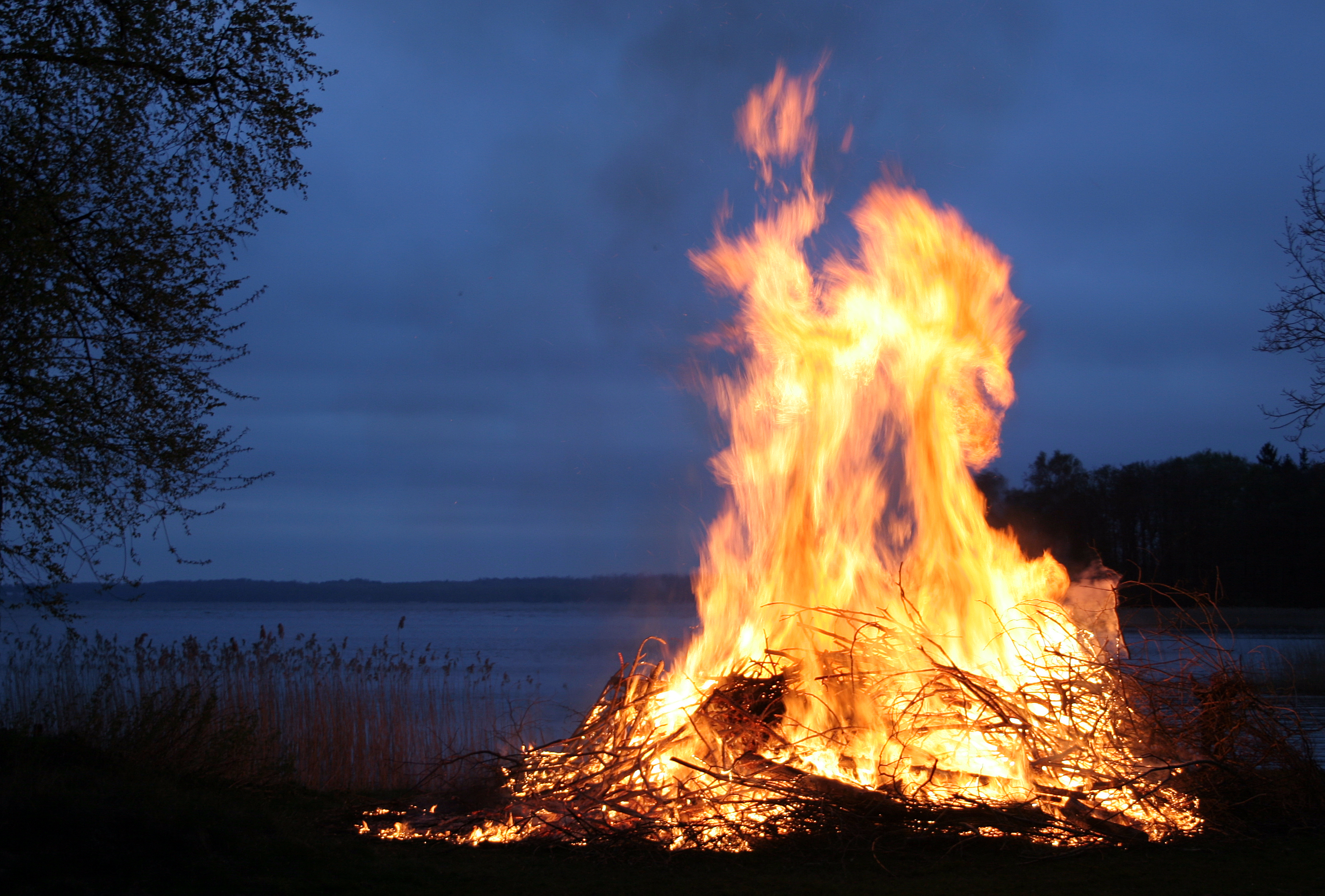
Feu de joie durant la nuit des Walpurgis.

La Nuit de Walpurgis est une fête qui a lieu dans la nuit du 30 avril au 1er mai. Les branchages de l'hiver passé sont rassemblés en de grands bûchers qu'on allume sur les collines. Les gens chantent des chants traditionnels sur le printemps. Dans les villes étudiantes, coiffés de casquettes blanches, les étudiants font des discours sur l'arrivée du printemps et les chorales (masculines) chantent les hymnes de printemps classiques devant l'université et le feu. Les parcs de chaque ville sont remplis par des gens qui viennent regarder le feu, écouter les chansons et faire la fête.

### Fête nationale suédoise
La fête nationale suédoise (Sveriges nationaldag) anciennement appelée jour du drapeau suédois (Svenska flaggans dag) est la fête nationale de la Suède, qui a lieu le 6 juin. Elle fête principalement l'élection de Gustave Ier Vasa comme roi en 1523, ce qui marque la fin de l'union de Kalmar et est considérée comme le début de la Suède moderne. La date est fériée depuis 2005.

### Midsommar

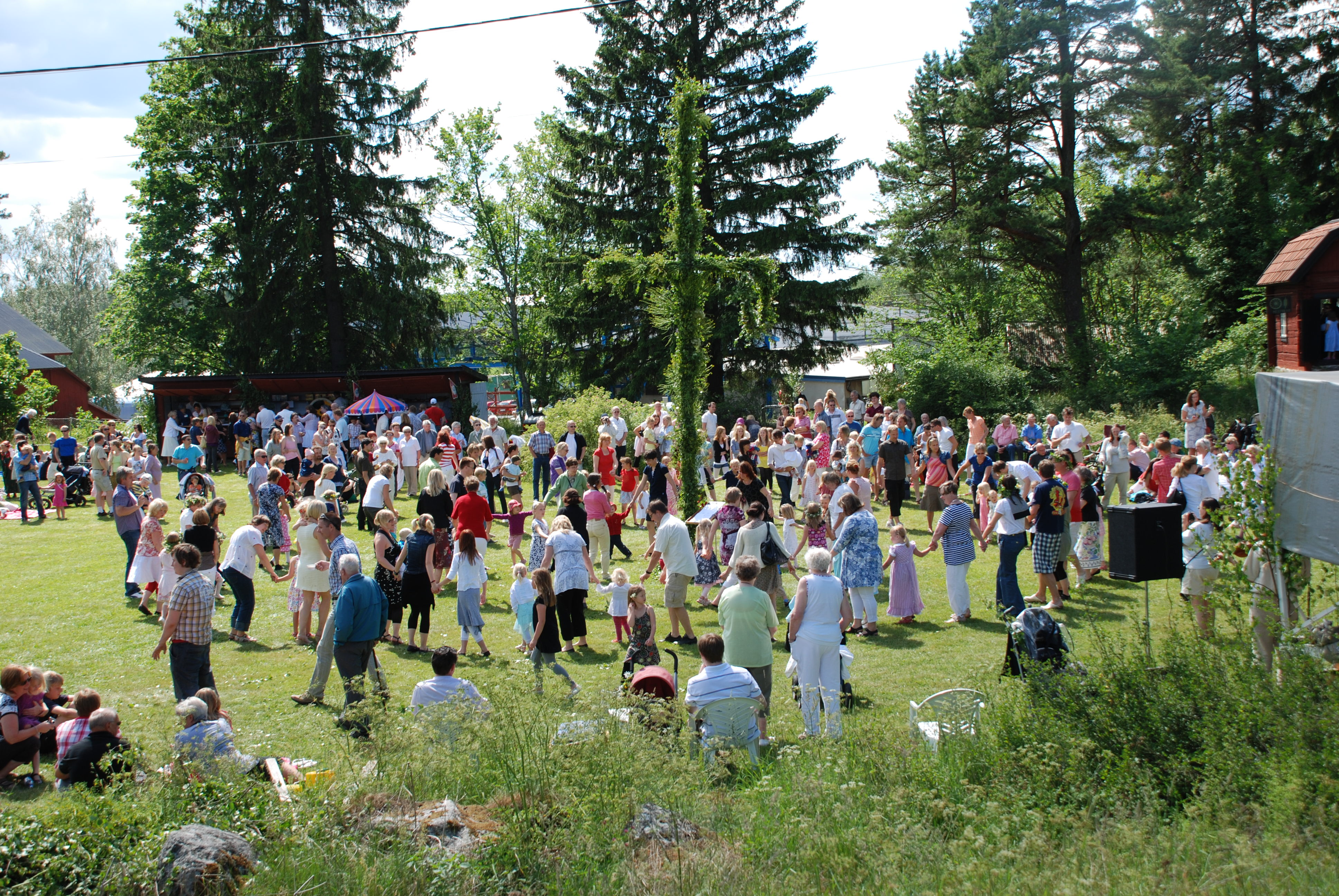
Fête de la midsommar autour de l'arbre de mai, à Edsbro.

La Midsommar est une des fêtes les plus importantes en Suède et dans les pays scandinaves puisqu'elle a lieu au solstice d'été, le jour où le soleil est visible le plus longtemps. Les gens se rassemblent pour dresser un arbre de mai (majstång ou midsommarstång) autour duquel ils dansent et chantent toute la soirée. Certains portent des costumes folkloriques et des couronnes faites de fleurs sauvages.

### Festin d'écrevisses
Le festin d'écrevisses (kräftskiva) est une fête populaire typiquement suédoise où l'on déguste des écrevisses, et qui se déroule chaque année à la fin de l'été. Dégustées en plein air et en toute simplicité, autour de longues tables éclairées par des bougies ou des lampions, les convives sont souvent affublés de chapeau pointu et de bavette représentant une écrevisse.

### Sankta Lucia

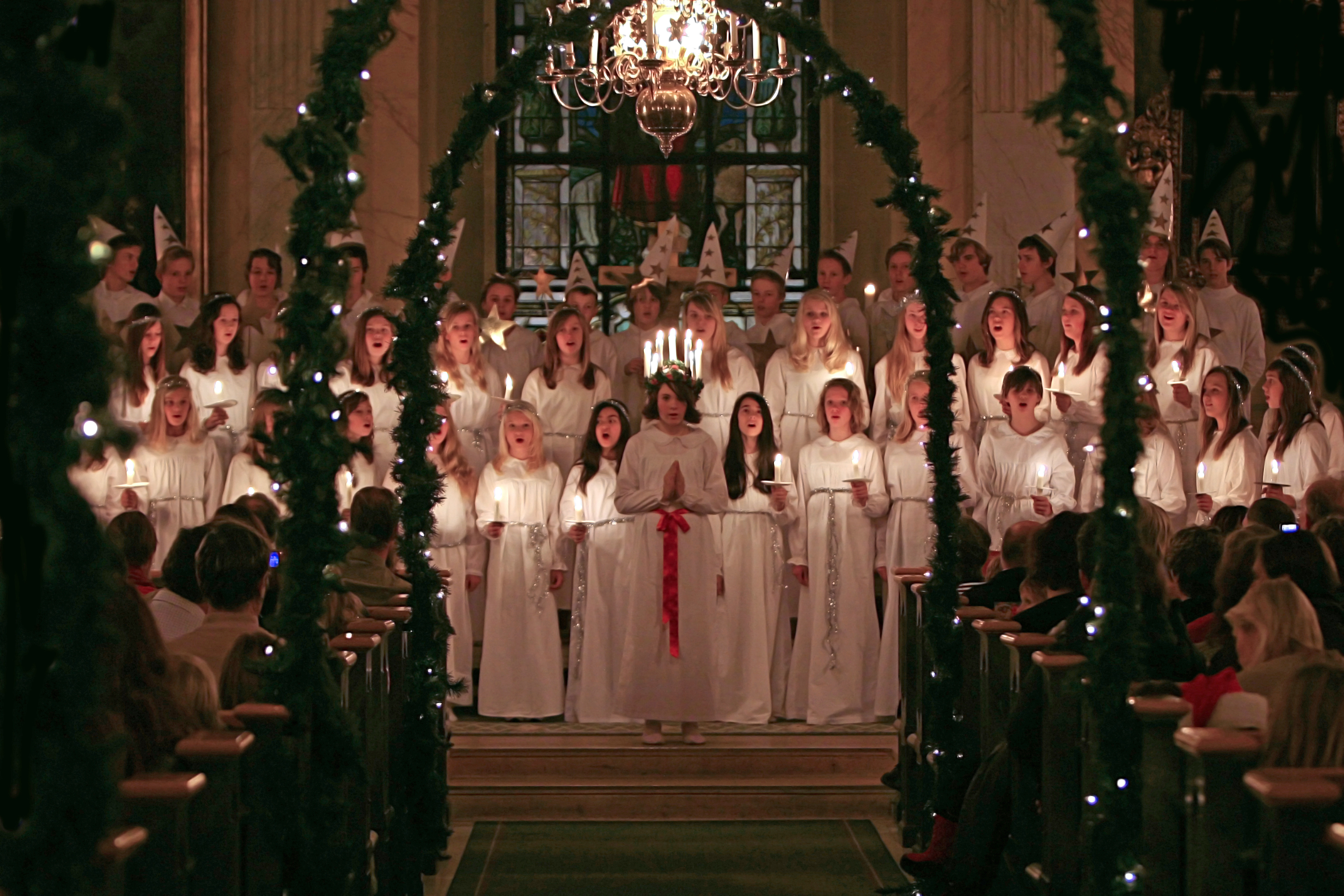
Célébration de Sainte Lucie à l'intérieur de l'église de Vaxholm.

En Suède, pays où la fête est la plus répandue, elle est originaire du Västergötland, dans le sud-ouest du pays, et s'est progressivement étendue à tout le pays, puis au XXe siècle aux territoires finlandais suédophones comme Åland, et dans une certaine mesure dans d'autres pays tels le Danemark et la Norvège. La fête est célébrée le 13 décembre en l'honneur de Lucie de Syracuse. Bien que la Sainte-Lucie ne soit pas un jour férié officiel en Suède, c'est une fête très populaire. 